# Droit maritime
Ne doit pas être confondu avec Droit de la mer.

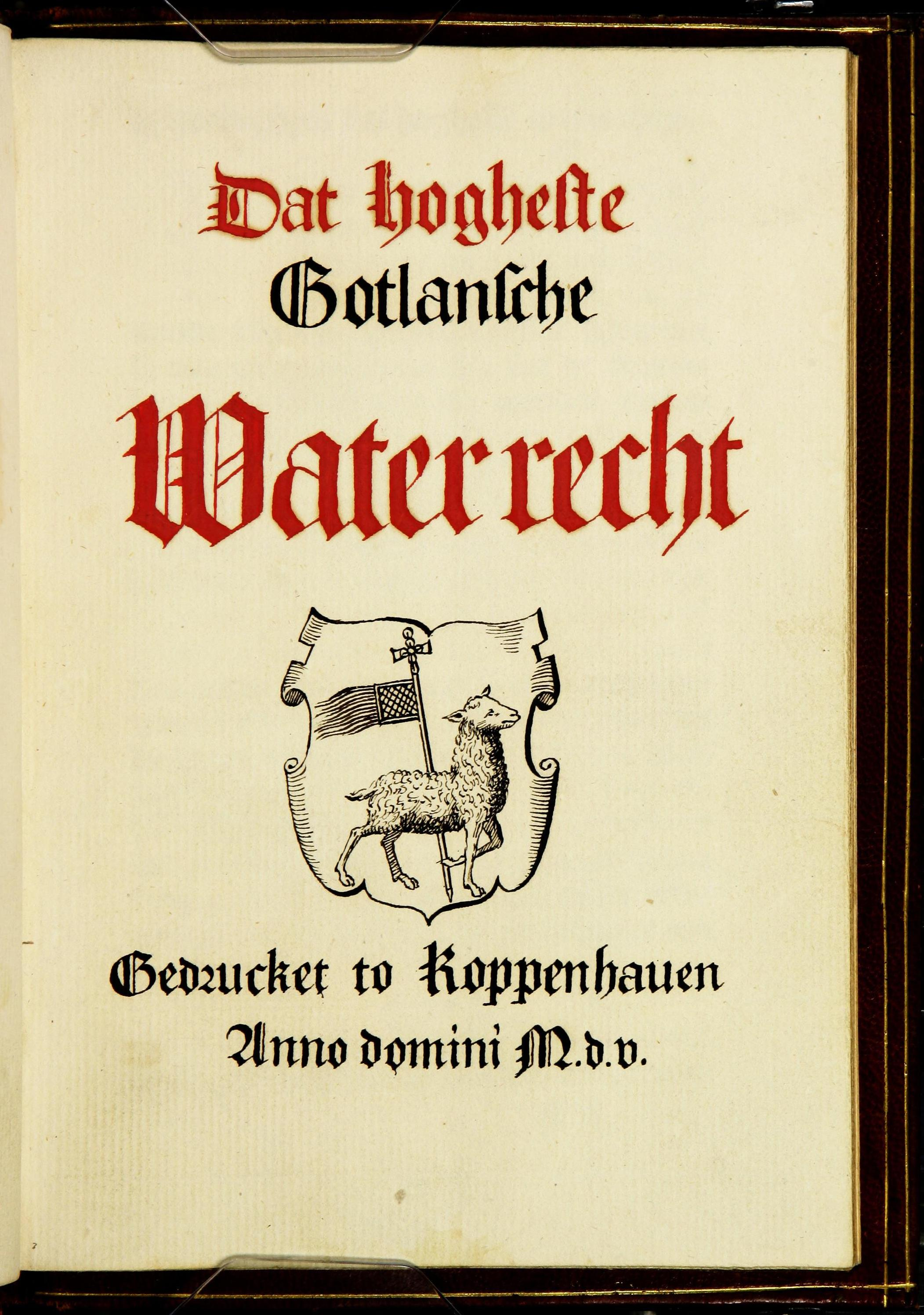
Couverture de "Das hogheste Gotlansche Water recht", 1505, code régissant le droit maritime en Mer du Nord.

Le droit maritime est, au sens large, l'ensemble des règles juridiques relatives à la navigation en mer, aux abords des côtes et dans les ports, ainsi que celles qui établissent un fonctionnement de base et règlent les litiges à bord du navire. Ce n'est pas la nature des règles qui détermine l'étendue de cette discipline juridique mais leur objet. En effet, la vie et le travail exigés sur un navire, parfois longtemps absent, imposent des règles particulières, qui s'ajoutent à celles du droit commun.
L'importance pratique de cette branche du droit se mesure dans un pays au développement de la marine marchande ou à l'intensité du mouvement des ports et du commerce international.

## Au Moyen Âge
En Europe, il n’existe pas de loi relative au domaine maritime avant les croisades. Le développement du commerce à cette époque, les contacts avec les marins byzantins qui avaient déjà un certain nombre de conventions, pousse à la compilation des rôles d'Oléron à la fin du XIIe siècle sur décision d’Aliénor d'Aquitaine. Ce code, enrichi au XIIIe siècle, reste à la base de nombreuses législations maritimes. Il a été imprimé dès 1459.
Au XIVe siècle, le guidon de la mer, rédigé à Rouen, s’y ajoute : il concerne l’assurance maritime.

## Origines du droit maritime moderne (XVIIesiècle)
Hugo Grotius, un juriste humaniste hollandais, fondait le droit de la mer moderne en 1609, quand il publiait son livre majeur, Mare liberum. Cette publication provoquait des forts débats internationaux à l'époque, surtout entre pouvoirs maritimes : le Portugal, la Hollande, l'Espagne et l'Angleterre. Il était écrit son comme réponse aux revendications anglaises et portugaises dans le Nouveau Monde et en Asie. Dans son livre il argumente en faveur d'une mer ouverte et libre à tout le monde. Seulement, les zones côtières devraient être propriété des nations. Cette base du droit de la mer est contestée par le théoricien anglais John Selden, qui argumente en faveur d'une mare clausum (1635), une mer fermée qui pourrait être possédée par des nations. Pourtant, le droit maritime d'aujourd'hui se base encore beaucoup sur les théories de Hugo Grotius.

## Époque contemporaine
C'est après la Seconde Guerre mondiale que les grandes puissances accordent autour de l'ONU s'accordent à élaborer un droit maritime plus cohérent et couvrant toutes les mers du globe. Il influe ou régit plus ou moins complètement le transport maritime (de marchandises et de personnes), le travail des équipages et des dockers, la sécurité maritime et la prévention et la lutte contre la pollution marine, l'indemnisation des victimes de catastrophes maritimes. 
Il a une influence sur le droit du littoral et de l'exploitation des océans (pêcheries et autres ressources halieutiques) incluant l'aquaculture marine et littorale, et les ressources (minérales, pétrolières, tourisme). Il interfère avec la gestion portuaire et le droit militaire.[réf. nécessaire]

## Distinction juridique avec le droit de la mer

### Droit québécois
Alors que le droit de la mer est un droit international fondé sur des conventions internationales et des coutumes internationales, le droit maritime autorise une application plus large du droit interne. Par exemple, dans le Code civil du Québec, il existe une section complète sur l'assurance maritime aux articles 2505 à 2628 C.c.Q. L'assurance maritime du Code civil fait partie du droit maritime national plutôt que du droit international de la mer, car elle trouve principalement application pour les embarcations qui exercent des activités dans les cours d'eau nationaux. De nos jours, les tribunaux appliquent la loi d'amirauté fédérale plutôt que le Code civil car la constitutionnalité de l'assurance maritime de droit civil est régulièrement remise en question depuis l'arrêt Miida Electronics de 1986.